# Halo of Flies
Halo of Flies est un groupe de noise rock américain.

## Biographie
Fondé en 1986 à Minneapolis par Tom Hazelmyer, il comprend aussi John Anglen et Tim Mac. Le nom Halo of Flies fait référence à une chanson d'Alice Cooper sur son album Killer (1971). Face aux difficultés rencontrées pour décoller mais aussi dans une volonté de rester totalement libre et indépendant, Tom Hazelmyer décida de fonder son propre label pour produire lui-même les chansons d'Halo of Flies : ce sera Amphetamine Reptile Records.
Sous ce label, Halo of Flies sortira plusieurs singles, principalement en 45 tours, rencontrant un succès d'estime. Un album-compilation de ces différents 45 tours sortira lui aussi chez Amphetamine Reptile Records. Mais l'activité du groupe ralentira au profit de l'activité de producteur de Tom Hazelmyer, Amphetamine Reptile Records étant devenu un label référence dans l'underground américain grâce à des groupes comme Melvins, Chokebore ou encore Boss Hog, pour finalement totalement arrêter au début des années 1990.
Leur musique, très influencée par MC5 et par The Stooges, se situait à mi-chemin entre le heavy metal et le garage rock.